# Joshua Dubau
Joshua Dubau (* 4. Juni 1996 in Reims) ist ein französischer Radrennfahrer, der im Cyclocross und im Mountainbikesport aktiv ist.

## Sportlicher Werdegang
Joshua Dubau folgte mit der Wahl seiner Sportarten seinem Vater Ludovic Dubau, der Frankreich im olympischen Mountainbikerennen 2000 vertreten hatte; auch Joshuas Zwillingsbruder Lucas Dubau betreibt beide Sportarten. 2013 gewann Lucas vor Joshua Dubau in Valkenburg einen Lauf des Cyclocross-Weltcups bei den Junioren; 2018 belegten die beiden dieselben Plätze bei der französischen U23-Meisterschaft. In der Elite erzielte Joshua Dubau von 2019 bis 2024 insgesamt 17 Siege in Rennen des internationalen Kalenders, allesamt in Frankreich und Luxemburg. Im Weltcup kam er zweimal unter die besten Zehn (Namur 2021, Flamanville 2022). Bei den nationalen Meisterschaften stand er von 2020 bis 2025 jedes Mal auf dem Podium, 2022 als Sieger. Seinen wichtigsten internationalen Erfolg hatte er mit der französischen Staffel bei den Cyclocross-Europameisterschaften 2023.
Im Mountainbikesport war Dubau 2018, in seinem letzten U23-Jahr, erfolgreich mit dem Gewinn der Europameisterschaften und zwei Weltcup-Läufen. In der Elite konnte er im Weltcup 2023 zweimal das Podium erreichen. Eine Verletzung, die er sich 2024 beim Weltcup in Brasilien zuzog, machte seine Chancen auf die Teilnahme an den Olympischen Spielen zunichte.

## Erfolge

### Mountainbike
2018
 Europameister (U23) – Cross-Country XCO
 Französischer Meister (U23) – Cross-Country XCO
Weltcup (U23) – Albstadt, Vallnord

### Cyclocross
2021/2022
 Französischer Meister
2023/2024
 Europameister – Staffel
2024/2025
 Weltmeisterschaften – Mixed-Staffel